# Crossostephium foliosa
Crossostephium foliosa là một loài thực vật có hoa trong họ Cúc. Loài này được (Nutt.) Rydb. mô tả khoa học đầu tiên năm 1916.